# Jewly
Jewly (de son vrai nom Julie Claden) est une auteure-compositrice-interprète française, née à Mulhouse le 17 juillet 1981. Après avoir jonglé pendant 8 ans entre son activité de pharmacienne et sa carrière artistique, elle décide en 2015 de se consacrer entièrement à la musique et à la scène.
Elle publie un premier EP No shoes en 2011, puis un premier album Bang Bang Bang en 2014, un deuxième Drugstore en 2017, et un troisième Toxic en 2020.

## Biographie et carrière

### Débuts
Sous l'impulsion de son grand-père, Jewly apprend à jouer de l'alto à l'âge de 6 ans, puis du violon à l'âge de 8 ans,. À l'âge de 16 ans, elle apprend la guitare, instrument qui lui permet ainsi de chanter et de composer. En parallèle de ses études de pharmacie, elle donne des concerts en reprenant des standards du jazz ou des chansons d'autres artistes pour des comités d'entreprises puis dans des bars avec un ami pianiste,.
En 2005, lors d'un concert, elle est repérée par une personne qui lui propose un texte qu'elle mettra en musique avec un autre compositeur. C'est ainsi que sort le single Terre Permise en 2006 qu'elle décidera de vendre au profit de l'UNICEF. Invitée par le gouvernement, elle partira ensuite en Roumanie pour chanter dans des orphelinats.
En 2006, elle obtient son diplôme de Docteur en pharmacie ce qui lui permet d'avoir un métier « stable et rassurant ». Adjointe de pharmacie d'officine, elle continue à se consacrer à sa passion.
En 2009, elle sort un premier album Behind The Line sous le nom de Julie Claden, où elle chante presque exclusivement en français.
En février 2011, elle sort un premier EP No Shoes, sous le nom de Jewly, qu'elle a enregistré avec ses musiciens de scène. Les textes sont écrits en anglais, sa langue maternelle, le français, étant pour elle « chargée affectivement et porteuse d’émotions intimes » ; l’anglais lui permet en revanche « le recul, le jeu de sonorité » et « force un travail d’appropriation très rigoureux ».
En 2013, elle crée sa propre société de production ROCK'n'CHAIR qui lui permet de « porter, protéger, maîtriser son projet » et contracter avec de potentiels partenaires tels que des tourneurs et attachés de presse,.
En 2015, elle raccroche la blouse pour se consacrer entièrement à la musique et à la scène.

### Bang Bang Bang
En 2014, elle sort son deuxième album Bang Bang Bang (premier album sous le nom de Jewly),. En 2015, elle participe au Aluna Festival et assure les premières parties de Scorpions, de Ten Years After et d'Ana Popovic.

### Drugstore
En 2017, Jewly sort l'album Drugstore,. Cet album a été enregistré en Angleterre dans le studio du groupe The Stranglers, et est en quelque sorte la "pharmacie de son âme": une galerie de personnages qui ont marqué la chanteuse. Il s'agit d'un album-concept dont elle a écrit et composé tous les titres. Chaque personnage a son histoire en chanson et un clip.
Faisant partie des groupes gagnants du tremplin Découverte « Les Détours de l'Ecaussystème » 2019, elle a assuré la fermeture du festival Ecaussystème,.

### Toxic
En 2020, Jewly sort l'album Toxic et s'est entourée cette fois-ci d'une équipe essentiellement française : Romain Lejeune aux guitares et Vincent Lechevallier à la batterie. Cet album est un nouvel album-concept qui retrace le parcours d’une personne de 4 à 37 ans qui grandit face à des personnes ou des situations toxiques et qui essaye de s’en émanciper,,. Il est considéré comme « l'album le plus abouti » de la chanteuse.
Selon le magazine français Rolling Stone, Jewly réussit avec cet album « un passage à un stade supérieur » et « fait désormais partie des piliers de la scène rock alternative française ».

### Autres projets
Artiste engagée, elle devient en 2014 Marraine de l'association SOS Hépatites,. De sa rencontre avec Phil Spalding, musicien anglais qui a lui-même souffert de l'hépatite C et Président de l'association anglaise HCP Hep C Positive, naîtra en 2017 la campagne "savoirCguérir" qui lutte contre l’hépatite C. Elle composera, en collaboration avec ce dernier, les deux hymnes de la campagne : Savoir c'est guérir, en français, et John Doe, en anglais.